# Sylvesterdomän
Inom matematiken är en Sylvesterdomän, uppkallad efter James Joseph Sylvester av Dicks & Sontag (1978),  en ring så att om A är en m gånger n-matris och B en n gånger s-matris över R, då är
ρ(AB) ≥ ρ(A) + ρ(B) – n
där ρ är inre rangen av an matris. Den inre rangen av en m gånger n-matris är det minsta heltalet r så att matrisen är en produkt av en m gånger r-matris och en r gånger n-matris.
Sylvester (1884) upptäckte att kroppar satisfierar kravet ovan och är härmed Sylvesterdomäner.